# Эгнаций Виктор Мариниан
Эгнаций Виктор Мариниан (лат. Egnatius Victor Marinianus) — римский военный деятель начала III века.
Происходил из рода Эгнациев. Его отцом, предположительно, был консул-суффект 207 года Луций Эгнаций Виктор, а дедом философ Авл Эгнаций Присцилиан.
Мариниан был легатом пропретором Аравии до 230 года. Около 230 года он занимал должность консула-суффекта. Затем Мариниан находился на посту легата пропретора Верхней Мёзии. Его сестрой (или дочерью) была жена римского императора Валериана Эгнация Мариниана.